# Maggie Lawson
Margaret Cassidy "Maggie" Lawson, född 12 augusti 1980 i Louisville, Kentucky, är en amerikansk film- och TV-skådespelare. Hon är mest känd för sin roll som Juliet O'Hara i TV-serien Psych. Hon har även spelat Miss McMartin i TV-serien 2 1/2 män.